# Nepenthes platychila
Nepenthes platychila este o specie de plante carnivore din genul Nepenthes, familia Nepenthaceae, ordinul Caryophyllales, descrisă de Chi. C. Lee. Conform Catalogue of Life specia Nepenthes platychila nu are subspecii cunoscute.